# Dsygiwka
Dsygiwka (ukrainisch Дзиґівка; russisch Дзыговка Dsygowka, polnisch Dzygówka) ist ein Dorf im Süden der ukrainischen Oblast Winnyzja mit etwa 4100 Einwohnern (2001).

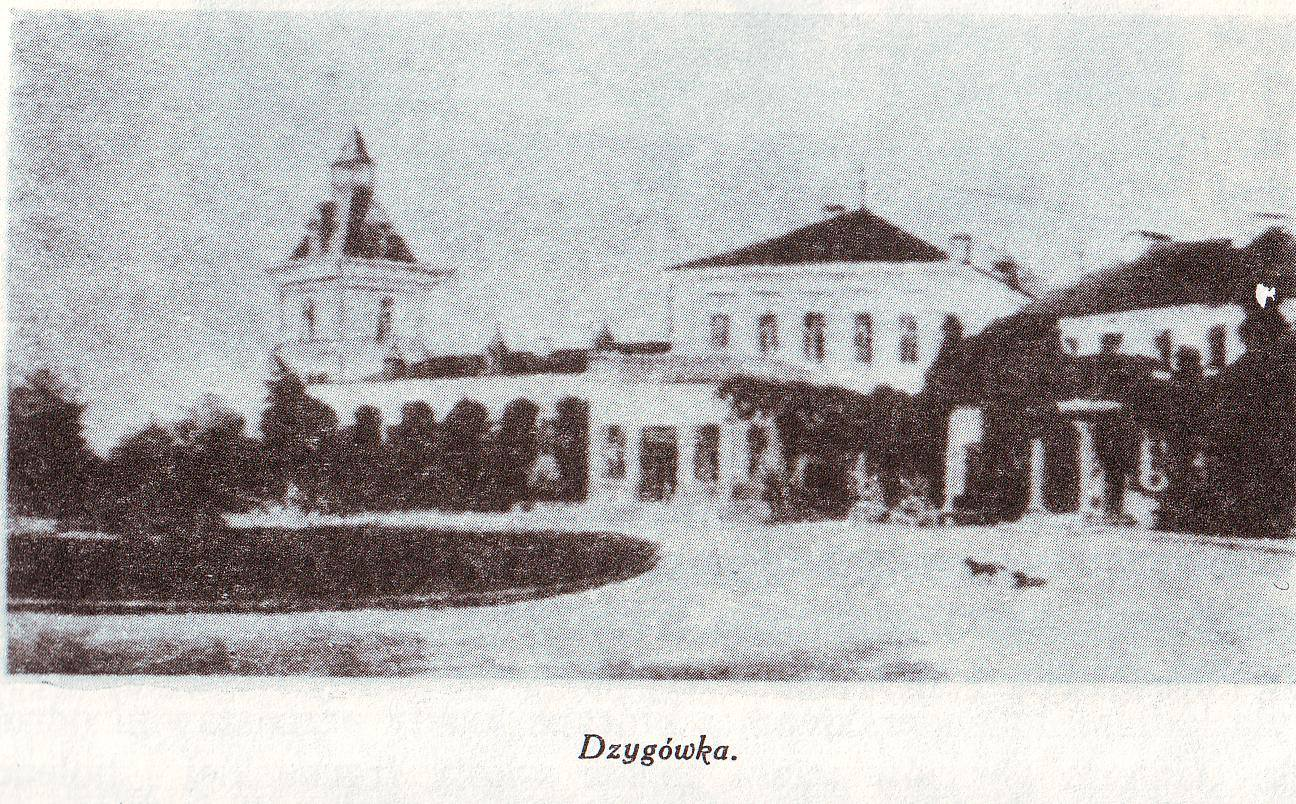
Palast in Dsyhiwka vor 1929

Die Ortschaft liegt am Ufer der 30 km langen Korytna (Коритна) 17 km nördlich vom ehemaligen Rajonzentrum Jampil, 10 km südwestlich von Klembiwka und 120 km südlich vom Oblastzentrum Winnyzja.
Östlich vom Dorf verläuft die Regionalstraße P–08.
Das Dorf wurde Anfang des 18. Jahrhunderts gegründet. 1734 schlossen sich die Dorfbewohner dem Hajdamaken-Aufstand an.
Am 12. Juni 2020 wurde das Dorf ein Teil der neugegründeten Stadtgemeinde Jampil, bis dahin bildete es zusammen mit dem Dorf Dsjubrowe (Дзюброве) die gleichnamige Landratsgemeinde Dsygiwka (Дзиґівська сільська рада/Dsygiwska silska rada) im Zentrum des Rajons Jampil.
Am 17. Juli 2020 kam es im Zuge einer großen Rajonsreform zum Anschluss des Rajonsgebietes an den Rajon Mohyliw-Podilskyj.